# 1552 год
1552 (ты́сяча пятьсо́т пятьдеся́т второ́й) год  по юлианскому календарю — високосный год, начинающийся в пятницу. Это 1552 год нашей эры, 2‑й год 6‑го десятилетия XVI века 2‑го тысячелетия, 3‑й год 1550‑х годов. Он закончился 473 года назад.
| Пн | Вт | Ср | Чт | Пт | Сб | Вс |
|    |    |    |    | 1  | 2  | 3  |
| 4  | 5  | 6  | 7  | 8  | 9  | 10 |
| 11 | 12 | 13 | 14 | 15 | 16 | 17 |
| 18 | 19 | 20 | 21 | 22 | 23 | 24 |
| 25 | 26 | 27 | 28 | 29 | 30 | 31 |

| Пн | Вт | Ср | Чт | Пт | Сб | Вс |
| 1  | 2  | 3  | 4  | 5  | 6  | 7  |
| 8  | 9  | 10 | 11 | 12 | 13 | 14 |
| 15 | 16 | 17 | 18 | 19 | 20 | 21 |
| 22 | 23 | 24 | 25 | 26 | 27 | 28 |
| 29 |    |    |    |    |    |    |

| Пн | Вт | Ср | Чт | Пт | Сб | Вс |
|    | 1  | 2  | 3  | 4  | 5  | 6  |
| 7  | 8  | 9  | 10 | 11 | 12 | 13 |
| 14 | 15 | 16 | 17 | 18 | 19 | 20 |
| 21 | 22 | 23 | 24 | 25 | 26 | 27 |
| 28 | 29 | 30 | 31 |    |    |    |

| Пн | Вт | Ср | Чт | Пт | Сб | Вс |
|    |    |    |    | 1  | 2  | 3  |
| 4  | 5  | 6  | 7  | 8  | 9  | 10 |
| 11 | 12 | 13 | 14 | 15 | 16 | 17 |
| 18 | 19 | 20 | 21 | 22 | 23 | 24 |
| 25 | 26 | 27 | 28 | 29 | 30 |    |

| Пн | Вт | Ср | Чт | Пт | Сб | Вс |
|    |    |    |    |    |    | 1  |
| 2  | 3  | 4  | 5  | 6  | 7  | 8  |
| 9  | 10 | 11 | 12 | 13 | 14 | 15 |
| 16 | 17 | 18 | 19 | 20 | 21 | 22 |
| 23 | 24 | 25 | 26 | 27 | 28 | 29 |
| 30 | 31 |    |    |    |    |    |

| Пн | Вт | Ср | Чт | Пт | Сб | Вс |
|    |    | 1  | 2  | 3  | 4  | 5  |
| 6  | 7  | 8  | 9  | 10 | 11 | 12 |
| 13 | 14 | 15 | 16 | 17 | 18 | 19 |
| 20 | 21 | 22 | 23 | 24 | 25 | 26 |
| 27 | 28 | 29 | 30 |    |    |    |

| Пн | Вт | Ср | Чт | Пт | Сб | Вс |
|    |    |    |    | 1  | 2  | 3  |
| 4  | 5  | 6  | 7  | 8  | 9  | 10 |
| 11 | 12 | 13 | 14 | 15 | 16 | 17 |
| 18 | 19 | 20 | 21 | 22 | 23 | 24 |
| 25 | 26 | 27 | 28 | 29 | 30 | 31 |

| Пн | Вт | Ср | Чт | Пт | Сб | Вс |
| 1  | 2  | 3  | 4  | 5  | 6  | 7  |
| 8  | 9  | 10 | 11 | 12 | 13 | 14 |
| 15 | 16 | 17 | 18 | 19 | 20 | 21 |
| 22 | 23 | 24 | 25 | 26 | 27 | 28 |
| 29 | 30 | 31 |    |    |    |    |

| Пн | Вт | Ср | Чт | Пт | Сб | Вс |
|    |    |    | 1  | 2  | 3  | 4  |
| 5  | 6  | 7  | 8  | 9  | 10 | 11 |
| 12 | 13 | 14 | 15 | 16 | 17 | 18 |
| 19 | 20 | 21 | 22 | 23 | 24 | 25 |
| 26 | 27 | 28 | 29 | 30 |    |    |

| Пн | Вт | Ср | Чт | Пт | Сб | Вс |
|    |    |    |    |    | 1  | 2  |
| 3  | 4  | 5  | 6  | 7  | 8  | 9  |
| 10 | 11 | 12 | 13 | 14 | 15 | 16 |
| 17 | 18 | 19 | 20 | 21 | 22 | 23 |
| 24 | 25 | 26 | 27 | 28 | 29 | 30 |
| 31 |    |    |    |    |    |    |

| Пн | Вт | Ср | Чт | Пт | Сб | Вс |
|    | 1  | 2  | 3  | 4  | 5  | 6  |
| 7  | 8  | 9  | 10 | 11 | 12 | 13 |
| 14 | 15 | 16 | 17 | 18 | 19 | 20 |
| 21 | 22 | 23 | 24 | 25 | 26 | 27 |
| 28 | 29 | 30 |    |    |    |    |

| Пн | Вт | Ср | Чт | Пт | Сб | Вс |
|    |    |    | 1  | 2  | 3  | 4  |
| 5  | 6  | 7  | 8  | 9  | 10 | 11 |
| 12 | 13 | 14 | 15 | 16 | 17 | 18 |
| 19 | 20 | 21 | 22 | 23 | 24 | 25 |
| 26 | 27 | 28 | 29 | 30 | 31 |    |

## События
- 1493—1593 — Столетняя хорватско-османская война. Серия вооружённых конфликтов между Королевством Хорватия и Османской империей[1].
- 1507—1622 — Португало-персидская война. Ряд вооружённых конфликтов между колониалистской Португалией и вассальным Ормузом, с одной стороны, и Сефевидской империей, поддерживаемой англичанами, с другой[2].
- 1511—1641 — Малайско-португальская война. Вооружённый конфликт XVI-XVII веков, в котором Малаккский султанат при поддержке империи Мин, Голландской Ост-Индской компании (с 1607) и Джохора безуспешно сопротивлялся Португальской империи, стремившейся захватить Малакку и установить контроль над торговлей между Индией и Китаем[3].
- 1514—1555 — Турецко-персидская война[4].
  - Поход Тахмасиба I, правителя Сефевидской империи шаха Тахмасиба, предпринятый в ответ на походы султана Сулеймана на сефевидские земли. Целью похода было принудить османов к миру посредством ослабления их тыла[5].
- 1538—1557 — Португало-турецкая война[6].
- 1545—1563 — Тридентский собор католической церкви. Утвердил догматы о первородном грехе, чистилище. Один из важнейших соборов в истории Католической церкви. Собрался, чтобы дать ответ движению Реформации. Считается отправной точкой Контрреформации[7].
- 1551—1559 — Итальянская война[8].
  - Июнь 1551—29 апреля 1552 — закончилась Пармская война между союзом Священной Римской империи и Папской области с королевством Франция и герцогством Парма (часть Итальянской войны)[9][10].
  - 19 октября 1552 — 1 января 1553 — осада Меца войсками императора Карла V[11].
- 1551—1562 — Австро—турецкая война[12].
  - 24 июня—27 июля — осада Темешвара[13].
  - Многомесячная осада крупной армией турок Эгера закончилась безуспешно.
- 1552—1558 — военный вождь арауканов Кауполикан объединил разрозненные группы индейцев в южной части Чили, оказавшие стойкое сопротивление испанцам.
- 1552—1554 — Вторая маркграфская война[14].
- Март—август — Вторая Шмалькальденская война[15]:
  - Август — подписан Пассауский договор[15].
- 5 августа — морское сражение у острова Понца между османским и генуэзским флотами, произошедшее в Тирренском море у острова Понца. Победа облегчила османскому флоту в течение следующих трёх лет набеги на побережья Сицилии, Сардинии и южной Италии[16].
- Лондонские купцы организовали экспедицию из 3 кораблей под начальством Уиллоуби, предпринявшую попытку найти Северо-Восточный проход в Китай. Два корабля затерты льдами в Баренцевом море, а третий прошёл в Белое море и достиг устья Северной Двины.
- Занятие французами епископств Мец, Туль и Верден.
- Раскол 1552 года. Схизма, произошедшая в Церкви Востока, которая способствовала её последующему разделению на несколько структур. Фактически раскол привёл к образованию двух (а затем и трёх) параллельных церковных иерархий[17].
- Повышение берны (прямого налога) в Чехии.
- Основание города Баркисимето (Венесуэла).
- Стефан Баторий, закончивший учиться в Падуанском университете, поступил на службу к чешско-венгерскому королю Фердинанду I Габсбургу (см. 1556 год)[18].

## Русское государство
Царствование: 1533—1584 — Иван IV Васильевич Грозный
- 1552—1557 — Первая черемисская война[19].
- Февраль — Булгаков Михаил Иванович Голица возвращается в Москву из плена, будучи взятым в 1514 году в битве под Оршей[20].
- Ноябрь 1551 — март 1552 — Шереметев Иван Васильевич Большой возглавляет комиссию на переговорах по разрешению конфликта в Казанском ханстве между ханом Шах-Али и его противниками среди местной знати[21].
- Казанский поход:
  - Март — Ядгар-Мухаммед при поддержке ногайской конницы, занял казанский престол, согнав с правления русского ставленника Шах-Али[22].
  - Апрель — на заседании Боярской думы было принято решение о подготовке очередного Казанского похода с целью завоевания Казанского ханства[23].
  - Первая половина года — Иван Грозный собирает огромное войско для нового Казанского похода[24].
  - Июнь — начало похода 150-тысячной русской армии на Казань[25].
  - 21—23 июня — Тула выдержала осаду крымского хана Девлет I Гирея[26].
  - Казанский поход происходил в условиях угрозы крупного крымского нападения. Девлет-Гирей предпринял поход на Тулу, но вскоре повернул вспять, благодаря своевременному сосредоточению русских военных сил на южных рубежах[27].
  - 20 июля — Иван Грозный совершает молебен в Муроме, в монастыре Благовещения святой Богородицы у гроба святых благоверных чудотворцев Петра и Февронии[24].
  - 13 августа — Иван Грозный с русским войском подходит к городу-крепости Свияжск[24].
  - 23 августа — начало осады Казани[25].
  - 2 октября — штурм и взятие Казани Иваном Грозным. Казанское ханство перестало сосуществовать, как самостоятельное государство[25][23].
  - 29 октября — Иван Грозный возвращается в Москву, куда заранее был отослан пленённый хан Едигер. По дороге из похода, в Нижнем Новгороде, царь получает известие о рождении у него сына — Дмитрия[24].
  - 8—10 ноября — пиры для участников Казанского похода. Раздача наград: митрополиту, боярам, воеводам и войску царь жалует: вотчины, поместья, кормления, а деньгами одаривает на 48.000 рублей[24].
  - Татарский царь принял православие со многими своими приближёнными[25].
  - Присоединение Казанского ханства и всего Среднего Поволжья к Русскому государству[25][28].
  - После присоединения Казанского ханства, значительно уменьшилась военно-политическая активность союзников воюющих против Русского государства[28].
- Осень—зима — Юсуф, бей Ногайской Орды, после взятия Казани, оказал поддержку повстанческому движению на территории бывшего Казанского ханства (пот другим данным одним из руководителей стал его сын Али). Юсуф дважды собирался вторгнуться с большим войском на территорию Русского государства, но эти замыслы расстраивались из-за противодействия нурадина Исмаила, не разделяющего анти русских настроений брата[22].
- 1552—1570 — астраханский царевич Абдул бин Ак-Кубек (Кайбула) пожалован г. Юрьев-Польский[29].
- Пожалованы окольничеством: Воронцов Иван Михайлович, Головин Иван Петрович, Головин Михаил Петрович, Морозов Семён Иванович, Плещеев Алексей Данилович Басманов, Чёботов Иван Яковлевич[30].
- Пожалованы боярством: Воротынский Михаил Яковлевич (ум. 1573), Заболоцкий Семён Константинович (ум. 1559) и Оболенский Дмитрий Иванович Немой (ум. 1565)[30].
- На службу великому князю выехали родоначальники дворянских родов: Алфимовы, Титовы, Баклановские, Евсюковы и Бутримовы[31].

### Города и поселения
- По царскому указу, для обороны восточных границ Русского государства, основан г. Алатырь[32].
- Основание Успенского собора Соловецкого монастыря.
- В Москве заложен собор Покрова Святой Богородицы[25].
- Первое упоминание в летописи о местности Княгинино (в последствии село и город), в связи с её пожаловании царём в вотчину Воротынскому Михаилу Ивановичу за участие в осаде и взятии Казани[33].
- Шенкурск становится центром Важского уезда[34].

### Руководители приказов
| Года      | Приказ           | Ф,И,О главы                | Примечания |
| --------- | ---------------- | -------------------------- | ---------- |
| 1549-1561 | Посольского дела | Висковатов Иван Михайлович |            |
|           |                  |                            |            |
|           |                  |                            |            |

## Начало правления
См. также: Список глав государств в 1552 году

## Родились

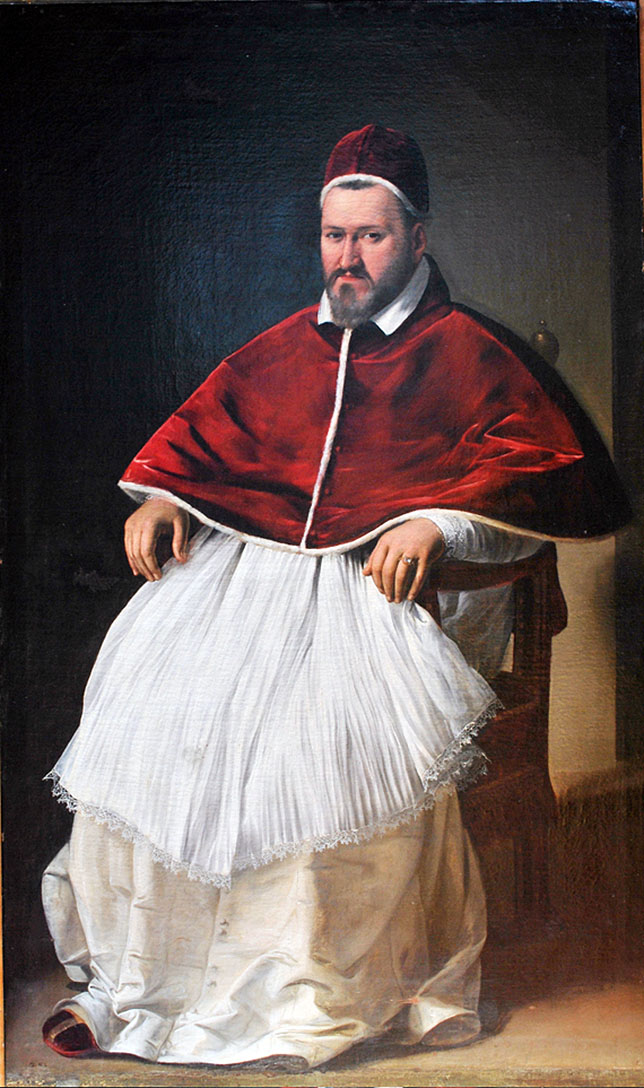
Изображение папы римского Павла V

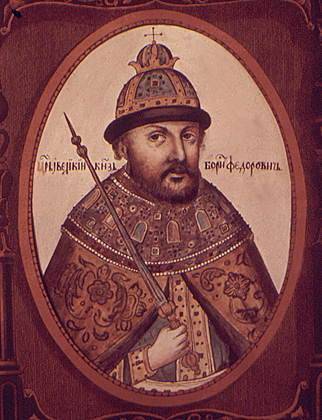
Изображение Бориса Годунова

См. также: Категория:Родившиеся в 1552 году
- Аахен, Ханс фон — немецкий живописец и график, представитель маньеризма. Его кисти принадлежат в основном аллегорические, мифологические и религиозные полотна.
- Василий Шуйский — представитель княжеского рода Шуйских, русский царь c 1606 по 1610 годы (как Васи́лий IV Иоа́ннович). По другим данным он родился в 1547 году[36].
- Борис Годунов — боярин, шурин царя Фёдора I Иоанновича, в 1587—1598 фактический правитель государства, с 27 февраля 1598 года — русский царь.
- д’Обинье, Теодор Агриппа — французский поэт, писатель и историк конца эпохи Возрождения.
- Павел V — папа римский с 16 мая 1605 по 28 января 1621.
- Планциус, Петер — голландский богослов, астроном и картограф.
- Риччи, Маттео — итальянский миссионер-иезуит, математик, картограф и переводчик, который провёл последние тридцать лет своей жизни в Китае, положив начало иезуитской миссии в Пекине. Всемирно-историческое значение его деятельности состоит в установлении постоянных культурных контактов между христианской Европой и замкнутым китайским обществом. Почитаем современными буддистами как бог-покровитель часовщиков — Ли Ма-доу.
- Рудольф II — король Германии (римский король) с 27 октября 1575 по 2 ноября 1576 года, избран императором Священной Римской империи с 2 ноября 1576 года (в последние годы фактически лишён власти), король Богемии с 6 сентября 1575 по 23 мая 1611 года (под именем Рудольф II, коронация 22 сентября 1575 года), король Венгрии с 25 сентября 1572 по 25 июня 1608 года, эрцгерцог Австрийский с 12 октября 1576 года (под именем Рудольф V). Сын и преемник Максимилиана II.
- Спенсер, Эдмунд — английский поэт, современник Шекспира.
- Фонтана, Лавиния — итальянская художница болонской школы.

## Скончались

Изображение Франциска Ксаверия.

См. также: Категория:Умершие в 1552 году
- 2 августа — Василий Блаженный, юродивый, святой Русской церкви.
- 2 декабря — св. Франциск Ксаверий, католический миссионер.
- Ангад — второй из десяти сикхских гуру, изобретатель алфавита гурмукхи, которым написаны многие части Ади Грантх и являющимся священным для сикхов.
- Апиан, Петер — немецкий механик и астроном.
- Бора, Катарина фон — жена и ближайшая помощница немецкого церковного реформатора Мартина Лютера.
- Джовио, Паоло — епископ Ночерский, итальянский учёный-гуманист, придворный врач римских пап, историк, биограф, географ, коллекционер.
- Кул Шариф — имам, религиозный деятель XVI века, поэт, возглавивший оборону одной из частей города Казань в октябре 1552 года против войск Ивана Грозного.
- Мендоса, Антонио де — первый вице-король Новой Испании.
- Мюнстер, Себастиан — немецкий учёный.
- Озиандер, Андреас — деятель Реформации. Отец Лукаса Озиандера.
- Олаус Петри — деятель шведской Реформации и писатель. Брат Лаурентиуса Петри Нерициуса.
- Сеймур, Эдуард, 1-й герцог Сомерсет — дядя короля Эдуарда VI, в 1547—1549 годах — регент (лорд-протектор) Англии.